# Селиханов, Константин Владимирович
Константи́н Влади́мирович Селиха́нов (род. 18 июня 1967, Минск) — белорусский скульптор, художник и график, внук скульптора Селиханова С. И..

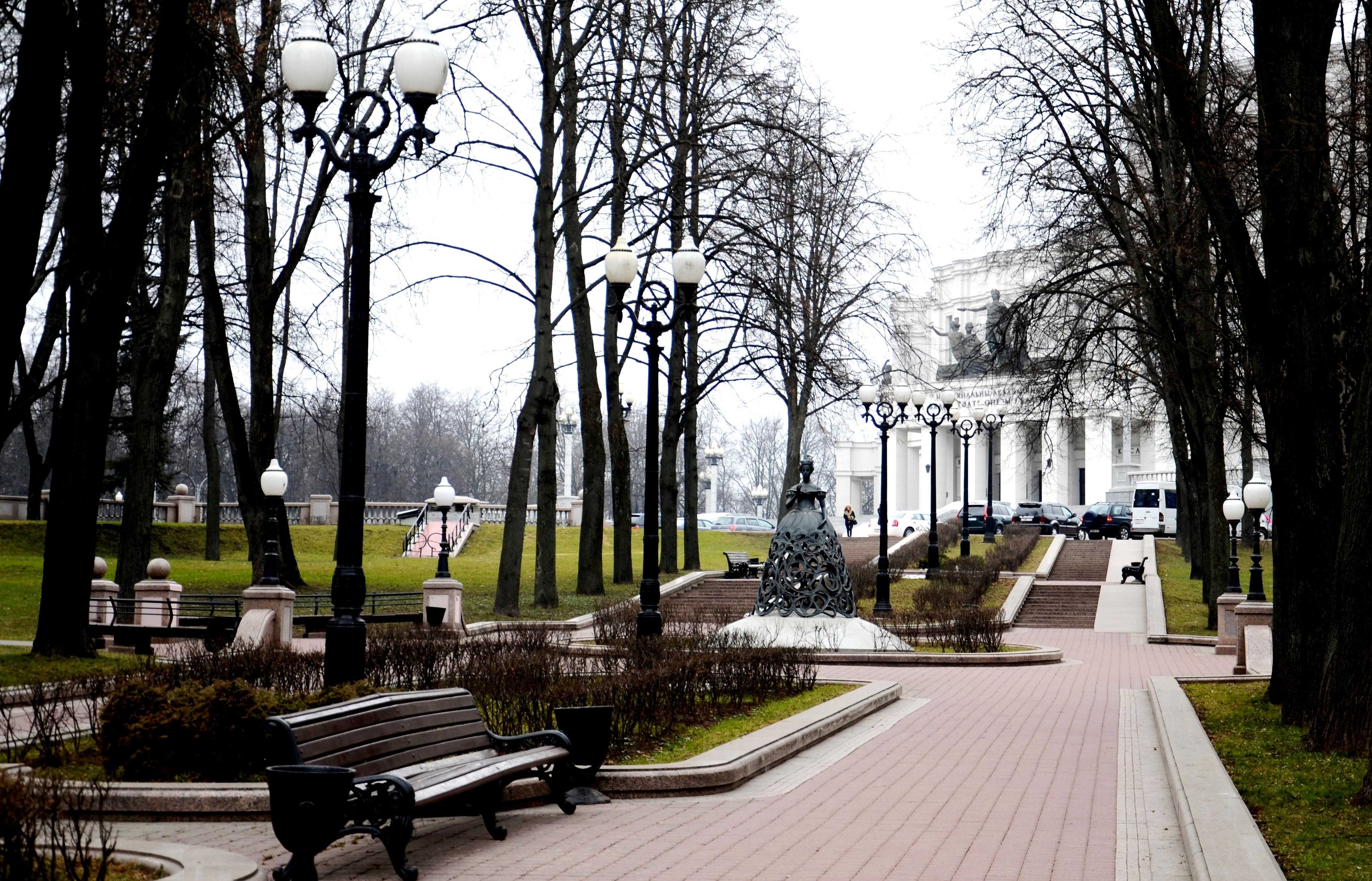
Аллея, ведущая к Театру оперы и балета в Минске, со скульптурой «Муза Оперы» Константина Селиханова, созданной в 2008 году

## Биография
С 1978 по 1985 годы учился в Республиканской школе-интернате по изобразительному искусству и музыке имени И. О. Ахремчика (скульптурное отделение), у преподавателя Л. Г. Давиденко. С 1987 по 1993 — в Белорусском государственном театрально-художественном институте (кафедра скульптуры), у преподавателя В. П. Слинченко.
С 1989 года участвует в художественных выставках.
С 1995 года является членом Белорусского союза художников. Живёт в Минске.
В 1999 году — стипендиат «ArtLinks», Беркли, США.
В 2004 году — стипендиат «KulturKontakt», Вена, Австрия.

## Творчество
Автор многочисленных работ в области монументальной и станковой скульптуры. Создаёт скульптуру, формирующую среду восприятия, включающую многообразные варианты своего существования и трактовки. Главный герой работ скульптора — человек.
Константин Селиханов является автором следующих скульптурных композиций:
- абстрактная композиция «Волна» (ул. Тимирязева, Минск)
- композиция «Улитка» (ул. Аэродромная, Минск)
- скульптурные портреты Альберта Эйнштейна, Анатолия Солоницына, Арсения Тарковского
- 2004 — «Нижняя челюсть Зигмунда Фрейда»
- 2008 — скульптура «Муза Оперы» у Национального академического Большого театра оперы и балета, Минск
- 2011 — памятник писателю Владимиру Короткевичу в Киеве (совместно со скульптором Олегом Варвашеней)
- 2012 — мемориал «Река памяти», посвящённый погибшим во время теракта в минском метро (станция метро «Октябрьская», Минск)[3]
- 2013 — композиция «Диалог» (пр. Победителей, 29, Минск, Белвнешэкономбанк)[4]

## Выставки
1993
- Галерея «Форум», Гарбсен, Германия

1995
- 8-я Международная Биеннале печатной графики, Варна, Болгария
- «Sequenda» (Константин Селиханов — скульптура, Игорь Засимович — скульптура, Владимир Парфенок — фотография). Галерея «Шестая линия», Минск[5]

1997
- Галерея «Kunsthuoone», Таллин, Эстония
- Проект «Guide Apollonia» (современное искусство центральной и восточной Европы), Национальный художественный музей Республики Беларусь, Минск
- VII триеннале эстампа, Шамалье, Франция

1998
- XI Триеннале эстампа, Таллин, Эстония
- «Закрытая книга», Галерея «NOVA», Минск, Беларусь (совместно с Владимиром Парфенком и Татьяной Радивилко)[6]
- Музей Ропса, Намюр, Бельгия
- «Kultur des menschen» GmbH, Мюнстер, Германия

1999
- Клуб ЮНЕСКО Mondoarte-Worldart, Музей современного искусства в Риволи, Италия

2001
- XII Триеннале эстампа, Таллин, Эстония

2004
- «Противопоставление», Музей современного искусства, Минск
- «Траектория», Музей MuseumsQuartier, программа «quartier21/Piroschka», Вена, Австрия

2005
- Музей графики, Бад-Штебен, Германия[7]
- «Леонардо-2005», Минск[8]

2006
- «Вымысел—действие», галерея современного искусства, Полоцк

2007
- «Сергей и Константин Селихановы», Национальный художественный музей Республики Беларусь, Минск[9]

2009
- Белорусский павильон 53-й Венецианской биеннале
- «Философия масс. Беларусский неопоп-арт», Галерея «Ў», Минск[10]

2011
- 26-я Биеннале монументальной скульптуры в городе Убэ, Япония, 3-й приз
- XVI Международная выставка искусств в городе Канагава, Япония

2012
- «Один и многие», Мемориальный музей Заира Азгура, Минск[11]
- «Дворцовый комплекс», Гомельский дворцово-парковый ансамбль, Беларусь
- «Точка обзора». Выставочный проект Константина Селиханова. Галерея визуальных искусств «NOVA»[12].

2013
- 5-я Биеннале современного искусства, Москва
- «Тапографика», Галерея «Университет культуры», Минск[13]

2014
- «Логосы», Галерея «Ў», Минск. Куратор — Ольга Рыбчинская[14]
- «Диалог эпох. Интерпретации», Галерея произведений Л. Щемелёва, Минск. Куратор — Татьяна Маркина[15].
- «SUMA SUMARUM», Центр Современного искусства, Минск. Куратор — Ирина Бигдай[16].

2019
- «Выход», белорусский павильон Венецианской биеннале